# (1133) Lugduna
(1133) Lugduna est un astéroïde de la ceinture principale, découvert le 13 septembre 1929 par l'astronome néerlandais Hendrik van Gent depuis l'observatoire de l'Union à Johannesbourg.
Sa désignation provisoire était 1929 RC1.
Son nom provient de Lugdunum Batavorum, nom latin du castellum et vicus, romain Brittenburg près de Katwijk aux Pays-Bas.